# Alur(K), Aurad
Alur(K) là một làng thuộc tehsil Aurad, huyện Bidar, bang Karnataka, Ấn Độ.